# Conger conger
Conger conger là một loài cá chình trong họ Congridae. Đây là loài cá chình nặng nhất thế giới, sinh sống ở khu vực đông bắc Đại Tây Dương, gồm cả Địa Trung Hải.

## Mô tả và hành vi
Chiều dài trung bình của cá thể trưởng thành Conger conger là 1,5 m (5 ft), chiều dài tối đa hiện biết là 2,133 m (7 ft) (có khả năng đạt đến 3 mét (9 ft 10 in) ở cá thể lớn nhất), với cân nặng tối đa khoảng 72 kg (159 lb), có nghĩa đây là loài cá chình nặng nhất thế giới. Về chiều dài, một số loài cá lịch biển lớn nhất có thể sánh ngang hay vượt hơn C. conger nhưng về cân nặng, chúng đều nhẹ hơn do có dáng vóc mảnh khảnh. Cá thể C. conger trung bình chỉ nặng 2,5 đến 25 kg (5,5 đến 55,1 lb). Con cái, với chiều dài trung bình khi đạt thành thục về tính là 2 m (6 ft 7 in), có kích thước lớn hơn nhiều so với con đực (chiều dài trung bình khi đạt thành thục về tính là 1,2 m (3 ft 11 in)).
Thân mình C. conger dài, thon, không vảy. Chúng thường có màu nâu, nhưng có khi ngả về đen. Mặt bụng màu trắng. Dọc theo đường bên có một chuỗi đốm trắng nhỏ. Đầu gần như có hình nón nhưng hơi dẹp. Mõm tròn, có lỗ khứu giác. Khe mang dọc. Răng có hình nón. Vây lưng và vây hậu môn tiếp liền với vây đuôi. Chúng có vây lưng nhưng thiếu vây bụng.

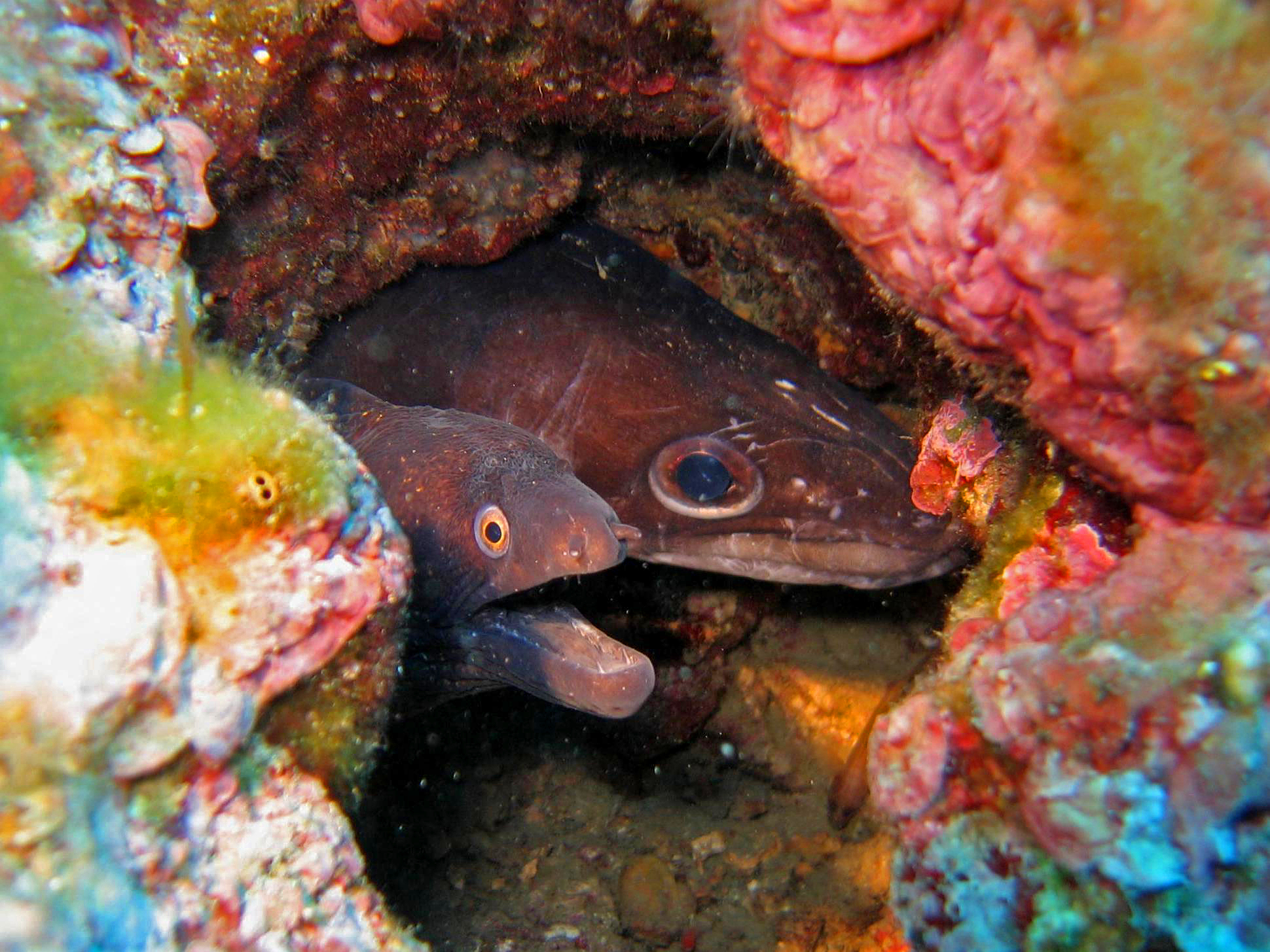
Conger conger chung sống với Muraena helena (một loài cá lịch biển), tại Khu bảo tồn Hải dương Portofino

C. conger có môi trường sống tương tự cá lịch biển. Chúng thường sống trong khe đá, đôi khi chia sẻ nơi sống với cá lịch biển. Chúng rời khe đá vào ban đêm để săn mồi. Đây là loài săn mồi về đêm, ăn cá, chân đầu, giáp xác; chúng vừa ăn cá chết hay thối rữa vừa săn cá sống. C. conger có thể có biểu hiện hung hăng với con người, và cá thể lớn có thể là mối nguy hiểm với thợ lặn.

## Phân bố
Loài này sinh sống ở miền đông Đại Tây Dương, từ Na Uy-Iceland đến Senegal, có mặt cả ở Địa Trung Hải và biển Đen ở nơi có độ sâu 0–500 m, dù chúng có thể bơi đến với sâu 3600 m trong quá trình di cư. Có thể bắt gặp chúng ở cạnh bờ biển, nơi nước rất nông, lẫn ở nơi có độ sâu 1.170 m (3.840 ft). Khi còn non, chúng ưa nơi đáy gồ ghề, nhiều đá sỏi, gần bờ biển, khi lớn lên thì di chuyển đến nơi nước sâu hơn.

## Di cư và sinh sản
Khi C. conger đạt từ 5 đến 15 tuổi, cơ thể chúng biến đổi mạnh, cơ quan sinh sản đực và cái tăng kích thước, bộ xương giảm khối lượng, răng rụng dần. Chúng bắt đầu di cư đến vùng sinh sản, "dù hiện không chắc rằng loài này chỉ có một hay nhiều vùng sinh sản". Con cái đẻ hàng triệu trứng, rồi cả con cái và đực đều chết. Một khi trứng nở, ấu trùng C. conger bắt đầu bơi về nơi nước nông, sống ở đó cho đến khi trưởng thành, rồi lại lặp lại chu trình di cư.

## Hình ảnh

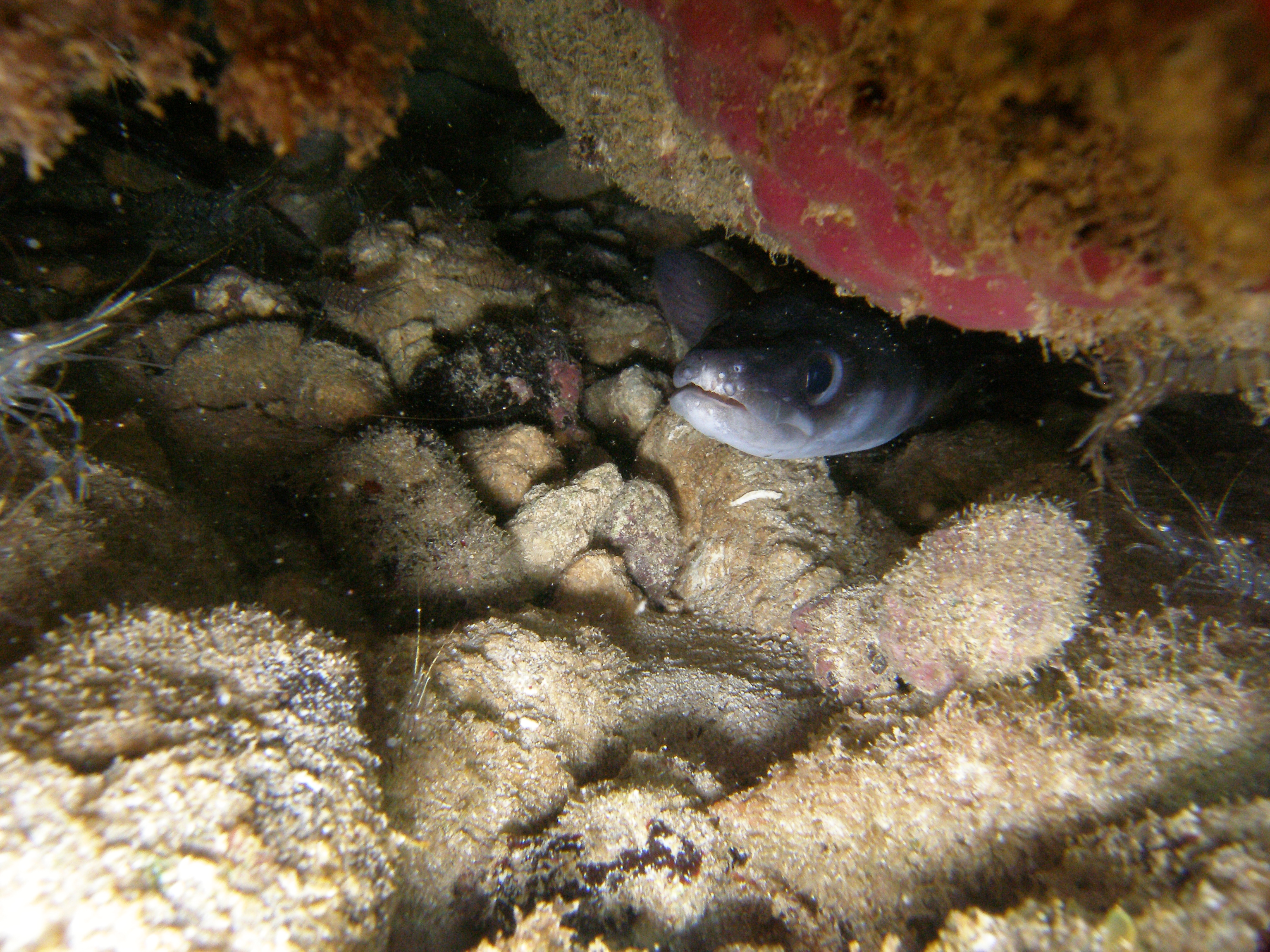
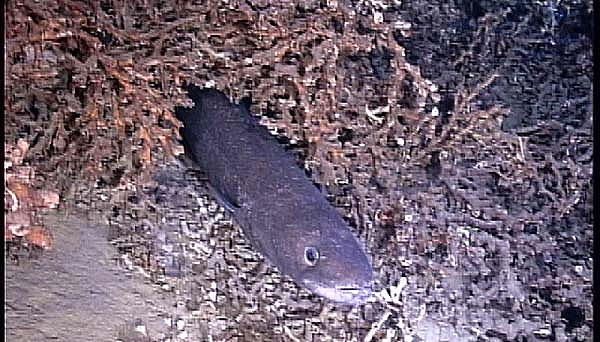
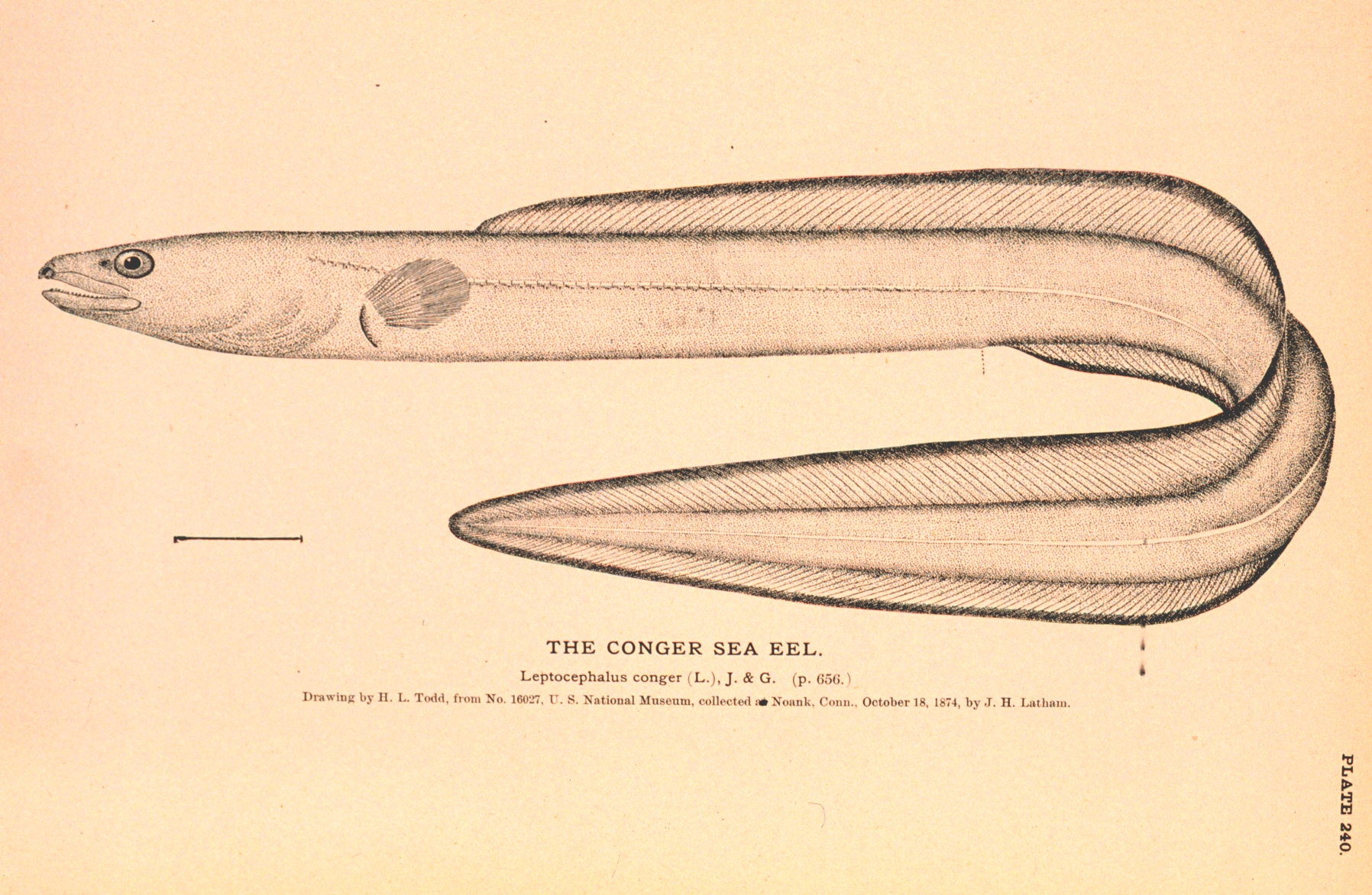